# Habitatge al carrer Soldevila, 23 (Tremp)
L'Habitatge al carrer Soldevila, 23 és un edifici de Tremp (Pallars Jussà) protegit com a Bé Cultural d'Interès Local.

## Descripció
Es tracta d'un edifici construït entre mitgeres, que presenta un alçat de tres nivells, planta baixa i dos pisos.
Destaca la simetria de la façana principal, seguint un llenguatge formal eclecticista i auster. La façana es troba emmarcada per faixes verticals estriades a mode de pilastres, finestres balconeres amb guardapols a mode de cornises motllurades. Finalitza la façana amb una cornisa motllurada a mode de fris.
En la façana posterior, que compta amb un nivell més, destaca l'alçament de la terrassa i la galeria de triple arcada, amb arcs rebaixats de diferent amplada.

## Història
La normativa municipal urbanística de finals del segle xix, remet a les construccions relatives a l'antic vall de la murada, permetent terraplenar el fossar i aixecar edificis tan sols de planta baixa, per evitar tapar les cases que donaven a l'antiga murada. Aquest és l'origen que s'atribueix a les terrasses que envolten avui dia l'actual Plaça Princesa Sofia.